# 862 Franzia
A 862 Franzia (ideiglenes jelöléssel 1917 BF) a Naprendszer kisbolygóövében található aszteroida. Max Wolf fedezte fel 1917. január 28-án, Heidelbergben.